# Kuthner
Kuthner wird als Name eines der Buchmaler angenommen, die um 1400 die Wenzelsbibel ausgemalt haben. Er ist neben Frana der einzige dieser Maler, der einige wenige Teile seines Werks an dieser Prachtbibel unauffällig signiert hat. Er soll mit vollem Namen als Nikolaus Kuthner bekannt gewesen sein, einen Namen, den man unter den Malern am Hof zu Prag nachweisen kann, und soll um 1387 aus Sachsen nach Prag gekommen sein. 
Illuminationen zu einer um 1390 entstandenen  lateinischen Bibelhandschrift auf Pergament aus Böhmen sollen aus seiner Hand stammen. 
Die Wenzelsbibel entstand dann um 1400. Kuthner malte vermutlich insgesamt mehr als 126 ihrer Seiten aus. Wie alle in der sog. Wenzelswerkstatt tätigen Künstler folgte Kuthner den auf den Seiten teilweise noch zu findenden Anweisungen, welche und wie eine Szene bildlich zu gestalten ist. Dies deutet auf seine Arbeit unter einer Werkstattleitung hin, die die Gesamtausgabe der Wenzelsbibel koordinierte. Kuthner malt eher konservativ und fühlt sich in seinen lebhaften und fantasievollen Bildern dem neuen Weichen Stil in der Kunst scheinbar nicht verpflichtet.
Ab 1407 wirkte Kuthner dann nicht mehr in Prag, sondern war in Breslau tätig.